# Codorníu
Codorníu («Кодорниу») — испанская винодельческая компания, которая специализируется на производстве каталонского игристого вина — кавы. Объём выпуска — 60 млн бутылок в год. Штаб-квартира крупнейшего производителя кавы расположена в селении Сант-Садурни-д’Анойя в каталонском районе Альт-Пенедес. С XVII века принадлежит семейству Равентос.

## История
Компания «Кодорниу» претендует на право считаться старейшей винодельней Каталонии, ибо способна проследить свои истоки к 1551 году. Предприятие является членом «Клуба Енох» — ассоциации владельцев частных компаний, существующих не менее 200 лет. 
Со дня основания и по сегодняшний день компанией управляют только члены семьи. Тем не менее фамилия Codorniu сохранилась только в названии, так как в 1659 году Анна Кодорниу (Anna Codorníu), единственная наследница семьи, вышла замуж за Мигеля Равентоса (Miquel Raventós).
В 1872 году Жозеп Равентос (Josep Raventós) произвёл первую бутылку игристого вина, используя традиционный метод, применяемый для шампанских вин. Позднее такие испанские игристые вина, произведённые в Каталонии, стали носить название «кава».

## Пиар и туризм
В 1976 году винные подвалы Кодорниу были объявлены национальным памятником исторического и художественного наследия. Здание винодельни со старинной винодельческой утварью стало популярным местом винного туризма: число посетителей достигает 150 тыс. в год. Новый комплекс зданий был спроектирован каталонским архитектором Жозепом Пуч-и-Кадафалком. 
Компания известна своей китчевой рекламой в ритме популярных песен своего времени. Один из этих роликов — основанный на песне «Total Eclipse of the Heart» — проигрывался и в 1990-е годы в бывшем СССР.